# El Capitan (суперкомпьютер)
Hewlett Packard Enterprise El Capitan — суперкомпьютер эксафлопсного класса. Размещен в Ливерморской национальной лаборатории имени Лоуренса в Ливерморе, США, и введен в эксплуатацию в 2024 году. В ноябре 2024 года El Capitan был объявлен самым быстрым суперкомпьютером в мире в 64-м выпуске рейтинга Top500, сместив с первого места Frontier. El Capitan — третий эксафлопсный суперкомпьютер США .

## Архитектура
El Capitan основан на архитектуре Cray EX Shasta. Он содержит 43 808 24-ядерных процессоров AMD 4-го поколения EPYC 24C «Genoa» с тактовой частотой 1,8 ГГц (1 051 392 ядра) и 43 808 графических процессоров AMD Instinct MI300A (9 988 224 ядра), что в общей сложности дает 11 039 616 ядер CPU и GPU. MI300A имеет 24 ядер CPU на базе Zen4 и GPU на базе CDNA3, интегрированных в единый корпус, а также 128 ГБ памяти HBM3. 
Площадь, занимаемая суперкомпьютером, и количество его стоек пока не разглашаются.
Блейд-серверы соединены между собой 64-портовым коммутатором HPE Slingshot, обеспечивающим пропускную способность 12,8 терабит/сек. Группы блейдов связаны по топологии «стрекоза», которая обеспечивает максимум три перехода между любыми двумя узлами. Использованы оптоволоконные или медные кабели с прокладкой, минимизирующей их длину. Их общая протяженность составляет 145 км.
El Capitan использует архитектуру APU, в которой центральный и графический процессоры совместно используют внутреннее когерентное соединение на кристалле.

## История
El Capitan был заказан в рамках инициативы CORAL-2 Министерства энергетики, призванной заменить Sierra — компьютер IBM / NVIDIA, установленный в 2018 году. Для создания El Capitain Ливерморская национальная лаборатория объединила усилия с компаниями HPE Cray и AMD.
Три прототипа El Capitan, названные rzVernal, Tioga и Tenaya, уже были достаточно мощными, чтобы попасть в список суперкомпьютеров TOP500 в июне 2023 года.  rzVernal достиг 4,1 петафлопс.   Первые компоненты El Capitan были установлены в Ливерморской лаборатории в начале июля, а полная установка ожидается к середине 2024 года. 